# Ellen Gulbranson
Ellen Nordgren, coniugata Gulbranson (Stoccolma, 4 marzo 1863 – Oslo, 2 gennaio 1947) è stata un soprano svedese naturalizzato norvegese.

## Biografia
Nata a Stoccolma nel 1863, Ellen Gulbranson studiò canto al Kungliga Musikhögskolan con Julius Gunther e poi a Parigi con Ellen Kenneth e Mathilde Marchesi. Continuò poi a perfezionarsi con Blanche Marchesi, che la aiutò nella transizione da mezzosoprano a soprano drammatico.
Fece il suo esordio sulle scene nel 1889 a Stoccolma come Amneris nell'Aida, per poi specializzarsi in ruoli wagneriani, a partire da Brunilde ne L'anello del Nibelungo e Ortrud nel Lohengrin, entrambi nel 1898. Nel 1896 fece il suo debutto al Festival di Bayreuth, alternandosi a Lilli Lehmann nel ruolo di Brunilde; sarebbe tornata a cantare regolarmente a Bayreuth fino al 1914, apparendovi sia con Brunilde che come Kundry nel Lohengrin. Nel 1900 e nel 1907 cantò anche al Covent Garden. Realizzò alcune incisioni discografiche prodotte da Edison Records e Pathé Records.
Dopo il ritiro dalle scene nel 1915 si dedicò all'insegnamento. Sposata con il tenente colonnello Hans Peter Francis Gulbranson dal 1890, madre di tre figlie e cognata della compositrice Arne Eggen, morì ad Oslo, sua città d'adozione, nel 1947 all'età di 83 anni.